# Фризенайм
Фризенайм (фр. Friesenheim) — коммуна на северо-востоке Франции в регионе Гранд-Эст (бывший Эльзас — Шампань — Арденны — Лотарингия), департамент Нижний Рейн, округ Селеста-Эрстен, кантон Эрстен. До марта 2015 года коммуна административно входила в состав упразднённого кантона Бенфельд (округ Селеста-Эрстен).
Площадь коммуны — 12,03 км², население — 638 человек (2006) с тенденцией к стабилизации: 628 человек (2013), плотность населения — 52,2 чел/км².

## Население
Население коммуны в 2011 году составляло 630 человек, в 2012 году — 630 человек, а в 2013-м — 628 человек.
| 1962 | 1968 | 1975 | 1982 | 1990 | 1999 | 2006 | 2008 | 2011 | 2012 | 2013 |
| ---- | ---- | ---- | ---- | ---- | ---- | ---- | ---- | ---- | ---- | ---- |
| 455  | 459  | 444  | 476  | 507  | 494  | 638  | 651  | 630  | 630  | 628  |

Динамика населения:

## Экономика
В 2010 году из 415 человек трудоспособного возраста (от 15 до 64 лет) 328 были экономически активными, 87 — неактивными (показатель активности 79,0 %, в 1999 году — 73,2 %). Из 328 активных трудоспособных жителей работали 304 человека (174 мужчины и 130 женщин), 24 числились безработными (13 мужчин и 11 женщин). Среди 87 трудоспособных неактивных граждан 29 были учениками либо студентами, 31 — пенсионерами, а ещё 27 — были неактивны в силу других причин.

## Достопримечательности (фотогалерея)
- На въезде в коммуну
- Центральная улица
- Здание мэрии
- Здание школы
- Ресторан
- Место паломничества Notre-Dame de Neunkirch
- Notre-Dame de Neunkirch
- Неф церкви Notre-Dame de Neunkirch
- Статуэтка цвета слоновой кости в церкви Notre-Dame de Neunkirch
- Маленькая молельня, расположенная в коммуне Фризенайм
- Церковь святого Николая
- Часовня святой Анны
- Интерьер часовни святой Анны
- Часовня Saints Auxiliaires
- Интерьер часовни Saints Auxiliaires